# موریس امانوئل
موریس امانوئل (به فرانسوی: Maurice Emmanuel) آهنگساز فرانسوی در ۲ مه ۱۸۶۲ در بار-سور-اُب
( Bar-sur-Aube) زاده شد و در ۱۴ دسامبر ۱۹۳۸ در پاریس در گذشت.

## برخی از آثار
- سونات ویلنسل
- سمفونی ها
- شش سوناتین برای پیانو
- سونات برای فلوت، کلارینت و پیانو
- سالامین (موسیقی صحنه)